# ウルフラム・リサーチ
ウルフラム・リサーチ（Wolfram Research）はアメリカ合衆国イリノイ州シャンペーンに本社を置くコンピュータ・ソフトウェア会社。数式処理システム「Mathematica」（マセマティカ）の開発・販売元として知られる。ウルフラム・メディア、イギリスのウルフラム・リサーチ・ヨーロッパと日本のウルフラム・リサーチ・アジアとともにウルフラム・グループを形成している。
最高経営責任者（CEO）、創業者は主力製品のMathematica開発者でもあるスティーブン・ウルフラム。
2009年5月18日、ウルフラム・リサーチの子会社であるWolfram Alpha LLCが運営する、オンラインの質問応答システム、Wolfram Alphaが公式に起動した。2013年6月にはWolfram言語を発表している。
2011年3月30日、MathCore Engineering ABがウルフラム・リサーチの傘下に入った。
2011年7月21日、ウルフラム・リサーチは、動的に生成されたインタラクティブコンテンツが簡単に執筆できる電子ドキュメント形式である、計算可能ドキュメント形式CDF(Computable Document Format)を発表。
2014年6月、ウルフラム・リサーチは新世代のマルチパラダムプログラミング言語であるWolfram言語を公式に発表した。これはMathematicaで使用されている主要プログラミング言語である。

## 公開リソース
ウルフラム・リサーチはMathWorldやScienceWorldを始めとする無料のウェブサイトをいくつか公開している。
Wolframデモンストレーションプロジェクトは無料のMathematica Playerを利用した、インタラクティブなテクニカルデモンストレーションのための、ユーザとの合作サイトである。 
ウルフラム・リサーチはMathematica journalを発行しており、また、ウルフラムグループの出版物部門であるWolfram Mediaより数冊の書籍も出版している。
ウルフラム・リサーチは毎年、本社の置かれているイリノイ州シャンペーンにおいて、ウルフラムテクノロジーコンファレンスを開催している。3日間のコンファレンスでは、開発者がモバイル端末、クラウドコンピューティング、インタラクティブデプロイメントなどのためのウルフラムのテクノロジーについて発表する。 
電子教材作成の実験中である。